# Herbert Pankau
Herbert Pankau (* 4. Oktober 1941 in Blankwitt; † 25. Juli 2025) war ein deutscher Fußballspieler. Er spielte für die Fußballabteilung des SC Empor Rostock und den aus ihr heraus gegründeten F.C. Hansa Rostock in der DDR-Oberliga, der höchsten Spielklasse im DDR-Fußball. Pankau lief in 25 Partien für die DDR-A-Nationalelf auf.

## Sportliche Laufbahn

### Gemeinschafts- und Clubstationen
Pankau, während des Zweiten Weltkrieges in einer Landgemeinde des Landkreises Flatow in der damaligen Provinz Pommern des Deutschen Reichs geboren, wuchs später im westmecklenburgischen Grevesmühlen auf. Dort begann er als Jugendlicher 1950 bei der SG Grevesmühlen, ein Jahr später als BSG Empor und ab 1958 als BSG Einheit firmierend, mit dem Fußballsport. 1960 ging der 18-jährige Fußballer zum damaligen Sportclub Empor Rostock, aus dessen Fußballabteilung Ende 1965 der FC Hansa Rostock hervorging. In der Vorsaison war der Club in der DDR-Oberliga auf Rang 5 gelandet, als eigenständiger Fußballclub wurden die Hanseaten 1965/66 Vierter. Pankau wurde als offensiver Läufer im Mittelfeld eingesetzt, zählte dabei in den 1960er-Jahren zu den Stammkräften und Leistungsträgern der Mannschaft – und war damit auch für die Auswahlverantwortlichen des DFV von Interesse. Neben seiner Spielerlaufbahn absolvierte er an der Rostocker Ingenieurschule ein Studium. Mit Pankau begann die „silberne Serie“ der Rostocker, die innerhalb von sieben Jahren viermal Vizemeister wurden und zweimal im FDGB-Pokalfinale standen. Dass Pankau daran erheblichen Anteil hatte, beweist die Tatsache, dass er 1963 und 1966 in der Punktewertung der Fußballfachzeitschrift fuwo den besten Wert erzielte. Auch die Oberligatrainer wählten Pankau 1963 in einer Umfrage der Zeitung Deutsches Sportecho als besten rechten Läufer der abgelaufenen Saison. Über mehrere Jahre war er Mannschaftskapitän des F.C. Hansa. 1968 wurde er Zweiter bei der Wahl zum Fußballer des Jahres in der DDR.
Nachdem Pankau 257 Oberligaspiele für den SC Empor und den F.C. Hansa Rostock absolviert und dabei insgesamt 30 Tore erzielt hatte, beendete er mit Ablauf der Spielzeit 1970/71, in der er noch 22 der 26 ausgetragenen Punktspiele bestritten und vier Tore erzielt hatte, 29-jährig seine Karriere als Oberligafußballer. In der Chronik des FC Hansa heißt es dazu, der damals 30-Jährige hätte mit seinem frühzeitigen Oberligaabschied gegen die politische Einmischung in den DDR-Fußball protestieren wollen. Von 1971 bis 1975 spielte er bei der BSG Schifffahrt/Hafen Rostock. Der BSG verhalf er bereits in seiner ersten Saison zum Aufstieg aus der Rostocker Bezirksliga in die zweitklassige Liga. Danach bestritt er 1972/73 bis zur Winterpause noch zehn Zweitligaspiele und erzielte drei Tore. Später wurde er nur noch in der 2. Mannschaft eingesetzt, die viertklassig spielte. Am Ende seiner sportlichen Karriere war Pankau noch einige Zeit bei seiner alten Heimatgemeinschaft Einheit Grevesmühlen aktiv.

### Auswahleinsätze
Sein fußballerisches Können auf Clubebene ebnete Pankau bereits kurz nach seinem Wechsel auch den Weg zu einer internationalen Karriere in diversen Auswahlmannschaften der DDR. Als Juniorenspieler gehörte er zum Kader der DDR-Juniorennationalmannschaft, für die er 1960 als Mittelfeldspieler sechs Länderspiele bestritt. Mit der ostdeutschen U-18 weilte er in diesem Jahr in Österreich, um am UEFA-Juniorenturnier, der inoffiziellen Europameisterschaft dieser Altersklasse, teilzunehmen. Das Team um Pankau und Peter Ducke wurde in Gruppe C Tabellenletzter, aber holte immerhin seinen einzigen Punkt gegen die westdeutschen Altersgenossen, die unter anderem Dieter Kurrat und Stefan Reisch aufboten. In den Jahren 1962 und 1963 absolvierte er drei Länderspiele mit der U-23-Auswahl sowie 1963 einen Einsatz für die ostdeutsche B-Elf.
Bereits am 9. Dezember 1962 bestritt er 22-jährig in Bamako gegen Mali sein erstes A-Länderspiel. Beim 2:1-Sieg der DDR-Nationalmannschaft wurde er als linker Mittelfeldspieler eingesetzt. Bis 1967 wurde Pankau insgesamt in 25 Länderspielen eingesetzt (vier Tore), darunter in neun EM- und WM-Qualifikationsspielen. Sein letztes A-Länderspiel bestritt Pankau nach DFV- und DFB-Version am 6. Dezember 1967 in Bukarest mit einem 1:0-Sieg über Rumänien im Rahmen der Qualifikation für die Spiele von Mexiko-Stadt; eine Partie, die nach FIFA-Lesart nicht mehr zu seinen dann 23 Länderspielen zählen.
Mit der DDR-Olympiaauswahl absolvierte Pankau 14 Qualifikations- und Endrundenpartien (ein Tor) sowie drei weitere Testspiele. Beim olympischen Fußballturnier 1964 stand er in der Mannschaft, die bei den Spielen von Tokio unter gesamtdeutscher Flagge die Bronzemedaille gewann. In der Qualifikation für das Turnier in Mexiko-Stadt musste sich die DDR-Olympiaelf 1968 im Kampf um die Tickets Bulgarien in Gruppe 2 geschlagen geben.

## Weiterer Werdegang
Nach seiner aktiven Zeit war Pankau als Diplom-Ingenieur bei der Rostocker Seereederei tätig und ging nach der politischen Wende von 1989 in die Selbständigkeit. 1991 wählten ihn die Rostocker Sportvereine zum Präsidenten des Stadt-Sportbundes.